# (3212) Agricola
(3212) Agricola es un asteroide perteneciente al cinturón de asteroides, descubierto el 19 de febrero de 1938 por Yrjö Väisälä desde el Observatorio de Iso-Heikkilä, en Turku, Finlandia.

## Designación y nombre
Designado provisionalmente como 1938 DH2. Fue nombrado Agricola en honor al mineralogista alemán Georgius Agricola.